# تداوي ذاتي

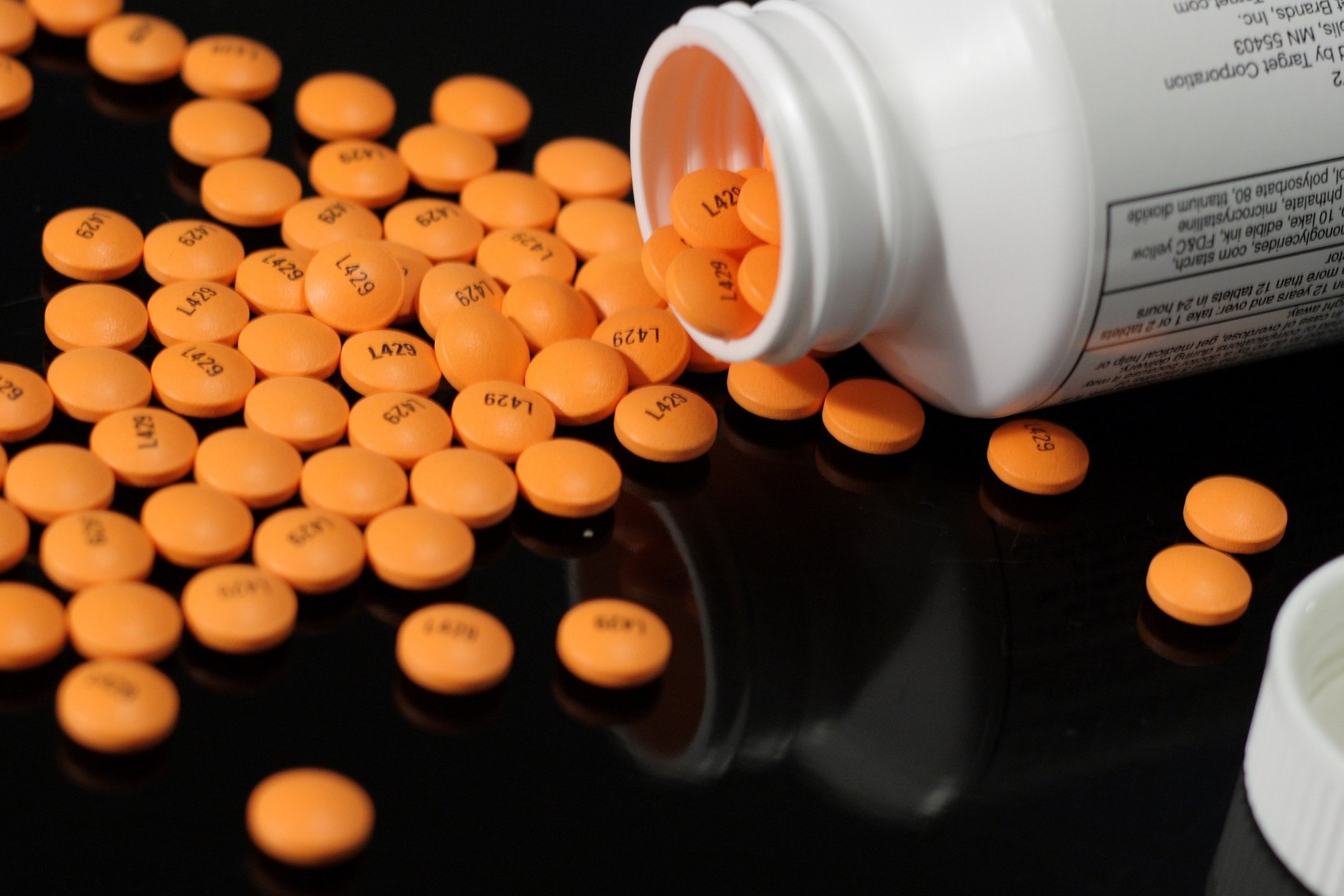

التّداوي الذّاتي هو سلوك بشري يستخدم فيه الفرد مواد دون وصفة طبيّة ليُعالِج مرضاً جسدياً كان أم نفسياً عادة ما يكون المرض غير مُشخَّصاً أو مُعالجاً.
تُعدّ سيكولوجيا مثل هذا السلوك ضمن سياق ٍمُحدَّدٍ لاستخدام الأدوية المُروِّحة للنّفس والأدوية النفسية والكحول والأشكال السّلوكيّة الذّاتيّة المُهدِّئة الأخرى، لتخفيف أعراض القلق والتوتر والضائقة النفسية، مُتضمِّنةً الأمراض الذهنية و/أو الصدمات النفسية، فريدة بشكلٍ واضح ويمكن أن تُقدَّم كضررٍ خطير على الصّحة الجسديّة والذّهنيَّة إذا تمّ تحريضُها بآليَّاتٍ إدمانيَّة.
عادةً ما يُرى التَّداوي الذَّاتي على أنَّه مكسب للحريَّة الشخصيّة على حساب الطِّب المُعتَمَد، ومن المُمكِن أن يُرى كحقٍّ إنساني أو مطلق أو متعلِّق بشكلٍ كبير بحقِّ رفض العلاج الطّبي المهني.

## التعريف
بكلامٍ عام، يُعرَّف التّداوي الذّاتي بأنَّه «استخدام الأدوية لعلاج الأعراض والاضطرابات المُشخّصة ذاتيّاً، أو الاستخدام المتقطّع أو المستمر لدواءٍ موصوف لأعراضٍ أو مرضٍ متكرّرٍ أو مُزمِن» 

## علم النّفس والطّب النّفسي

### فرضيّة التّداوي الذّاتي
بما أنّ الأدوية المختلفة تمتلك تأثيراتٍ مختلفة، فمن الممكن استخدامها لأسبابٍ متنوِّعة. وفقاً لفرضيّة التّداوي الذّاتي (SMH)، فإنّ اختيار الشخص لدواء معيّن لا يكون مُصادفةً أو مُتطابقاً وإنّما نتيجةً للحالة النّفسيّة التي يعيشها، حيث يُزوِّد الدّواء المُختار المُستخدِم بالتّهدئة المناسبة لحالته/ها.
بشكلٍ خاص، يُفترَض أنَّ الإدمان يعمل كمُعاوِض مُعَدّ لتعديل التّأثيرات ولعلاج الحالات النّفسيّة المُؤلِمة، حيث يختار الأشخاص الدّواء الّذي يُدبِّر بشكلٍ مناسب نمط ضائقتهم النّفسيّة المُحدَّد ويُساعدهم للحصول على استقرارهم العاطفي. تمّ إنشاء فرضيّة التّداوي الذّاتي على الورق بواسطة إدوارد خانتزيان، وMack وSchatzberg, وDavid F.Duncan, واستجابة Duncan ل Khantzian. في البدء ركَّزت فرضيّة التَّداوي الذَّاتي على استعمال الهيروئين، ولكن أضافت الورقة اللاحقة الكوكائين. تمّ توسعة فرضيّة التّداوي الذّاتي مؤخراً لتشمل الكحول، وأخيراً كُلّ الأدوية الإدمانيَّة.
وفقاً لرؤية Khantzian للإدمان، فإنَّ مستخدمي الدّواء يعوِّضون عن نقص الأنا (أنا (توضيح))  باستخدام الدّواء ك«حال لمشكلة الأنا»، والّذي يعمل على جزء من الذّات يكون مفصول عن الوعي بآليات دفاع.
وفقاً لKhantzian, بشكلٍ عام، يعاني الأشخاص المُعتمدين على الدّواء من الضّائقة النّفسيّة أكثر من الأشخاص الغير معتمدين على الدواء، ويَكتنِف تطوُّر الاعتماد على الدواء التَّأسيس المُتدرِّج لتأثيرات الدّواء والحاجة لإطالة هذه التّأثيرات ضمن نشاط البناء الدّفاعي للأنا نفسها. يَنتُج الخيار الدَّوائي للمُدمِن عن التَّداخل بين الخصائص الفارماكولوجيَّة النَّفسيّة للدواء والحالات العاطفيّة الّتي يبحث المُدمِن عن تفريجها. تقوم تأثيرات الدّواء مقام الآليّات الدّفاعيّة المَعيبة أو معدومة الأنا. إذاً، الخيار الدَّوائي للمُدمِن ليس عشوائيّاً.
بينما اِتَّخذ Khantzian نهج الدّيناميكا النَّفسيّة (دراسة علم النّفس من وجهة نظر القوى أو العمليّات العقليّة أو العاطفيّة) في التّداوي الذّاتي، ركَّز نموذج Duncan على العوامل السّلوكيَّة.
وصفَ Duncan جوهر المُعزِّز الإيجابي (مثل «الشعور العالي»، القبول من الزملاء)، والمُعزِّز السلبي (مثل تقليل الشعور السلبي) واجتناب أعراض الانسحاب، الّتي تُرى كُلّها عند من يتطوّر لديهم استخدام دواء مريب، ولكن لا نجدها جميعها عند كل مستخدمي الدّواء المُروِّح للنّفس. بينما أكّدت الصّيغ السّلوكيّة المبكِّرة للاعتماد على الدّواء مُستخدمةً التكييف الاِستثابيّ أنَّ المُعزِّزات الإيجابيَّة والسّلبيّة كانت ضروريّة للاعتماد على الدّواء، أكّد Duncan أنّه لم يتم إثبات الاعتماد على الدّواء بواسطة المُعزِّز الإيجابي ولكن نوعاً ما بواسطة المُعزِّز السّلبي. طبَّق Duncan نموذج صحّي عام للاعتماد على الدّواء، حيث يقوم العامل (الدّواء المُختار) بإصابة المُضيف (مُستخدِم الدّواء) عبر النَّاقل (الزّملاء)، بينما تدعم البيئة تطوُّر المرض عبر عوامل الضّغط ونقص المساعدة.
عاد Khantzian مرّةً أُخرى إلى فرضيّة التّداوي الذّاتي، مُقترِحاً وجود دلائل أكثر على أنَّ الأعراض النّفسيّة تكمُن في لُبّ اضطرابات استخدام الدّواء أكثر من الأساليب الشّخصيَّة.
حَدَّد Khantzian الجانبين الحاسمين لفرضيّة التّداوي الذّاتي بأنّهما
(1) تُحدِث الأدوية الإدمانيّة التّفريج من المُعاناة النّفسيّة و
(2) يتم تأسيس تفضيل الشّخص لدواءٍ مُعيّن على خواصه الفارماكولوجيّة النّفسيّة.
يتم تحديد الخيار الدّوائي للشّخص بالتّجربة، وفقاً لتداخل التّأثيرات الأساسيّة للدّواء، والاضطراب النّفسي الدّاخلي للشّخص، والسّمات الشّخصيّة المُستبطَنة، يتم تعيين الدّواء الّذي يُنتِج التّأثيرات المرغوبة. خلال فترة، تركيز عمل Duncan على الاختلاف بين استخدام الدّواء المُروِّح للنفس واستخدامه المُريب. أظهرت البيانات المُكتسبة من دراسة منطقة التّفشّي الوبائي أنّ 20% فقط من مستخدمي الدّواء يعانون من نوبة الإدمان الدّوائي (Anthony&Helzer, 1991)، بينما أظهرت البيانات المُكتسبَة من دراسة المراضة المُشتركة العالميّة أنّ 15% فقط من متعاطي الكحول و15% من متعاطي الأدوية الغير مشروعة يُصبحون مُعتمدين على الدّواء.
إنّ المُقرِّر الحاسِم لتطوُّر مُستخدِم الدّواء إلى مُدمِن عليه هو غياب أو وجود المُعزِّز السّلبي، والّذي يتم اختباره عند المستخدمين المشكوك في أمرهم، ولكن ليس المستخدمين المترفِّهين.
وفقاً لDuncan، إنَّ الاعتماد على الدّواء هو سلوك تهرُّب، حيث يجد الشخص الدَّواء الّذي يُخرِجه مؤقّتاً من مُشكلته، ويتم تعزيز تناول الدواء كسلوك استثابي.

### آليّات محدّدة
يحاول بعض المصابين بالأمراض الذهنية ضبط أمراضهم باستخدام أدوية معيّنة. عادةً، يتمّ مُداواة الاكتئاب ذاتيّاً بالكحول، أو التبغ، أو الحشيش (القنب الهندي)، أو باستخدام دواء آخر مُعدِّل للمِزاج.
بينما تُزوِّد هذه المداواة المكتئبين بتهدئة فوريَّة لبعض الأعراض مثل القلق، رُبّما تُثير و/أو تُفاقِم بعض الأعراض الأُخرى لأنماط مختلفة من الأمراض الذهنية، الموجودة بشكلٍ كامن، ورُبّما تؤدّي إلى الإدمان/الاعتماد، من بين تأثيرات جانبيّة أُخرى للاستخدام المُطوَّل للدّواء. عُرِف أن الّذين يُعانون من اضطراب التوتر التالي للرضح يلجأون إلى التّداوي الذّاتي، إضافةً إلى العديد من الأشخاص بدون هذا التشخيص والّذين عَانَو من صدمةٍ ذهنيّة.
بسبب التّأثيرات المُختلفة النّاتجة عن الأصناف المختلفة للدّواء، تفترض فرضيّة التّداوي الذّاتي (SMH) أنّ طلب صنف مُعيّن من الأدوية يختلِف من شخص لآخر. في الحقيقة، رُبّما تكون بعض الأدوية مُنفِّرة للأشخاص بسبب أنّ تأثيراتها قد تجعل العجز العاطفي أسوأ.

### مُهدِّئات الجهاز العصبي المركزي (CNS)
يُعدّ الكحول والأدوية المنومة/المُهدئة، مثل الباربيتورات والبنزوديازبينات، من مُهدّئات الجهاز العصبي المركزي الّتي تُقلِّل التّثبيط بواسطة فعلها المزيل للقلق.
تُنتِج المهدئات شعوراً بالارتخاء والتسكين، بينما تُهدِّئ مشاعر الاكتئاب والقلق. مع أنّها بشكلٍ عام مضادّات اكتئاب غير فعّالة، لأنّ مُعظمها قصير المفعول، تُليّن سرعة بدء تأثير الكحول والمنومات/المهدئات الدِّفاعات الصّلبة، وتُعطي بالجرعات المنخفضة إلى المعتدلة تأثيراً مُهدِّئاً من شعور الاكتئاب والقلق.
مثلما يُقلِّل الكحول التّثبيط، يُفترَض أيضاً أنّه يُستخدم من قبل الّذين يكبحون عواطفهم طبيعيّاً بواسطة تخفيف العواطف الشديدة بالجرعات العالية أو الملغيّة، الّتي تسمح لهم بالتّعبير عن مشاعر الوجدان والعدوان والانغلاق.
يستخدم النّاس المصابين باضطراب القلق الاجتماعي بشكل شائع هذه الأدوية لكبح ميولهم العالي المُثبِّط.

### المنبهات النفسية
تُنتِج المنبهات النفسية مثل الكوكائين (cocaine), الأمفيتامين (amphetamines), ميثيل فينيدات (methylphenidate), الكافيئين (caffeine)، والنيكوتين (nicotine)، تحسيناتٍ في الوظيفة الذّهنيّة والجسديّة، تتضمّن زيادة الطّاقة ومشاعر الشمق. تميل المُنبِّهات للاستخدام من قبل الأشخاص الذين يعانون من الاكتئاب، بهدف التّقليل من انعدام التَّلذُّذ  وزيادة الاعتداد بالنفس. تفترِض فرضيّة التّداوي الذّاتي أنّ الأشخاص مُفرطي النّشاط وقليلي الهوس يستخدمون المنبهات للحفاظ على الهياج ومضاعفة الشمق. بالإضافة، تُعدّ المنبهات مفيدة عند الأشخاص المصابين بالقلق الاجتماعي حيث تساعدهم على اختراق مُثبِّطاتِهم.

### الأفيونات
تعمل الأفيونات مثل الهيروئين والمورفين بوصفها مسكِّنة للألم عبر الارتباط بالمستقبلات الأفيونية في الدماغ والقناة الهضميّة.
يُقلِّل هذا الارتباط من الإحساس بالألم وردة الفعل تجاهه، بينما يزيد تحمّل الألم.
يُفترض أنّ الأفيونات تُستخدَم كمداواة ذاتيّة في حالة العدوانية والغضب الشديد.
تُعدّ الأفيونات فعّالة كحالّة للقلق، مُثبِّتة للمِزاج، ومضادّة للاكتئاب، على أيّ حال، يميل النّاس لمداواة القلق والاكتئاب ذاتيّاً باستخدام المهدئات والمنبهات على التّوالي، مع أنّ هذا لا يعني تحليل مُطلق.

### القنب الهندي
ينطوي الحشيش على تناقض واضح حيث يُبرِز في وقتٍ واحد خصائص مُنبِّهة ومنوِّمة ومُخدِّرة بشكل مُعتدِل وعلى حدٍّ سواء خصائص حالّة ومُحدِثة للقلق، وذلك اعتماداً على الشّخص وعلى ظروف الاستخدام.
الخصائص المُهدِّئة أكثر وضوحاً عند المستخدمين العرضييّن، والخصائص المُنبِّهة أكثر شيوعاً عند المستخدمين المزمنين.
لاحظ Khantzian أنّ البحث لم يُعالِج كما ينبغي الآليَّة النّظريّة للحشيش، ولذلك لم يُضَمِّنها في فرضيّة التّداوي الذّاتي (SMH). يُستخدَم الحشيش بشكلٍ شائعٍ في التّداوي الذّاتي عند الأشخاص المصابين باضطراب نقص الانتباه مع فرط النشاط، حيث أشارت بعض الدِّراسات إلى أنّه يُحسِّن الأعراض عند الأشخاص المصابين بهذا الاضطراب (اضطراب نقص الانتباه مع فرط النشاط).

### الفعالية
عادةً ما يجعل التّداوي الذّاتي المُفرِط بالبنزوديازبينات أوالكحول لفترات طويلة أعراض القلق أو الاكتئاب أسوأ.
من المُعتَقَد أنّ حُدوثَه ينتُج عن التّغيُّرات في كيمياء الدماغ النّاتجة عن الاستخدام طويل الأمد. تقريباً، نصف الّذين يطلبون المساعدة من دوائر الخدمات الصحيّة الذهنيّة من أجل حالات تتضمّن اضطرابات القلق مثل ضطراب الهلع أو الرُّهاب الاجتماعي، يُعانون من مشاكل الاعتماد الدوائي على الكحول أو البنزوديازبين.
أحياناً، يتقدّم القلق على الاعتماد على الكحول] أو البنزوديازبين لكن يعمل الاعتماد الكحولي أو البنزوديازبيني على استمرار اضطرابات القلق، عادةً يجعلهم أسوأ بشكل تدريجي.
على أيّ حال، يُدمِن بعض النّاس على الكحول أو البنزوديازبين، عندما يُشرَح لهم أنّ لديهم الاختيار بين الصّحة الذّهنيّة المُتدهوِرة المُستمِرَّة أو التّوقُّف والشّفاء من أعراضِهم، أحسم امرك بالتّوقّف عن تعاطي الكحول أو البنزوديازبين أو كليهما.
من المُلاحَظ أنّ كُل شخص لديه مستوى حساسيّة خاص به تجاه الكحول أو الأدوية المُنوِّمة المُهدِّئة، والّذي يستطيع الشّخص أن يتحمّلَه دون اعتلالٍ صحيّ، من المُمكِن أن يُعرِّض الآخر إلى اعتلالٍ صحيّ شديد، وحتّى الشُّرب المُعتدل يُمكن أن يؤدّي إلى متلازمة القلق المرتد أو اضطرابات في النّوم. لن يستفيد الشخص الذي يعاني من تأثيرات سميّة للكحول من العلاجات والأدوية الأخرى، لأنّها لا تُعالِج السّبب الأساسي للأعراض.

## المرض العدوائي
يُعدّ التّداوي الذّاتي شائع الانتشار في بعض البُلدان مثل اليونان. يتمّ الاستشهاد بمثل هذا الاستخدام كعامل فعّال في حدوث مقاومة الانتانات الجرثوميّة لصادّات حيويّة معيّنة في مناطق مثل نيجيريا. في استبيان مُعدّ لتقييم مُعدّلات التّداوي الذّاتي وسط سُكّان الخرطوم، السودان، روى 48.1% من المستجيبين أنّهم تداوَو ذاتيّاً بالمضادات الحيوية خلال الثلاثين يوم الماضية، وتداوى 43.4% ذاتيّاً بمضادات الملاريا، وتداوى 17.5% ذاتيّاً بكليهما. بصورةٍ شاملة، تمّ تقدير الانتشار الكُلّي للتّداوي الذّاتي المُبلَغ عنه بإحدى أو كلا الصنفين من العوامل المضادة للعدوى خلال الشّهر الماضي ب 73.9%. علاوةً على ذلك، وفقاً لدراسة مُرتبطة، تُشير البيانات إلى أنّ التّداوي الذّاتي«يتفاوت بشكلٍ واضح تِبعاً لمقدار الميّزات الاجتماعيّة-الاقتصاديّة» و«السّبب الرئيسي الّذي تمّ الإشارة إليه للتّداوي الذّاتي كان التكاليف الماليّة». على نحوٍ مُماثِل، في مسحٍ لطلّاب الجامعة في جنوب الصين، روى 47.8% من المستجيبين أنّهم تداوو ذاتيّاً بالمضادات الحيوية.

## الأطباء وطلاب الطب
في مسحٍ لطلّاب الطّب الغير متخرجين في غرب البنغال، الهند، روى 57% منهم أنّهم لجأوا إلى التّداوي الذّاتي. كان نمط الأدوية الأكثر تكراراً الّتي استُخدِمت في التّداوي الذّاتي: الصادات الحيوية (31%), المسكنات (23%), خافضات الحرارة (18%), مضادات القرحة (9%), كابحات السعال (8%), فيتامينات متعددة (6%), ومضادات الديدان (4%). أشارت دراسة أخرى إلى أنّ 53% من الأطباء المُعالجين بالألوباثيا (المعالجة الإخلافية)في كرناتاكا، الهند، ذكروا أنّهم لجأوا إلى الإعطاء الذّاتي للصّادات الحيويّة.

## الأطفال
وجدت دراسة أُجريت على أطفال لو (Luo) في غربي كينيا أنّ 19% ذكروا أنّهم استخدموا العلاج الذّاتي بواسطة إمّا الطّب العشبي أو الدّوائي.
بالضّبط، كان الذّكور أكثر احتمالاً للمداوة الذاتيّة باستخدام الدّواء الاعتيادي من الدواء العشبي بالمقارنة مع الإناث، الظاهرة الّتي تمّ عَدُّها نظريّاً أنّها مُتأثِّرة بالفعاليّة الّتي جناها الأقرباء.

## تنظيم
قالب:أساسي
يَتُم تنظيم التّداوي الذّاتي بشكلٍ كبيرٍ في أماكن كثيرة من العالم وتكون العديد من أصناف الأدوية مُتاحة للإعطاء فقط بوصفةٍ طبّيّة من قبل العاملين في الطب المُرَخَّصين. يُعَدّ كُلّاً من المأمونيّة، والنّظام الاجتماعي، والتّجارة من العوامل المُنتشرة الّتي أدّت إلى هذا الحظر.